# Strimbågmossa
Strimbågmossa (Ptychodium plicatum) är en bladmossart som beskrevs av W. P. Schimper 1860. Enligt Catalogue of Life ingår Strimbågmossa i släktet Ptychodium och familjen Thuidiaceae, men enligt Dyntaxa är tillhörigheten istället släktet Ptychodium och familjen Leskeaceae. Enligt den finländska rödlistan är arten nationellt utdöd i Finland. Arten är reproducerande i Sverige. Artens livsmiljö är solbelysta kalkstensklippor och kalkbrott. Inga underarter finns listade i Catalogue of Life.